# تاریخ ایرانیان در شبه‌قاره هند
تاریخ ایرانیان در هندوستان اشاره به دودمان‌ها و حکومت‌های تشکیل شده با تبار ایرانی در هند دارد. همچنین به بررسی روابط تاریخی این دو سرزمین می‌پردازد.

## شمال غربی

### شاهنشاهی هخامنشی

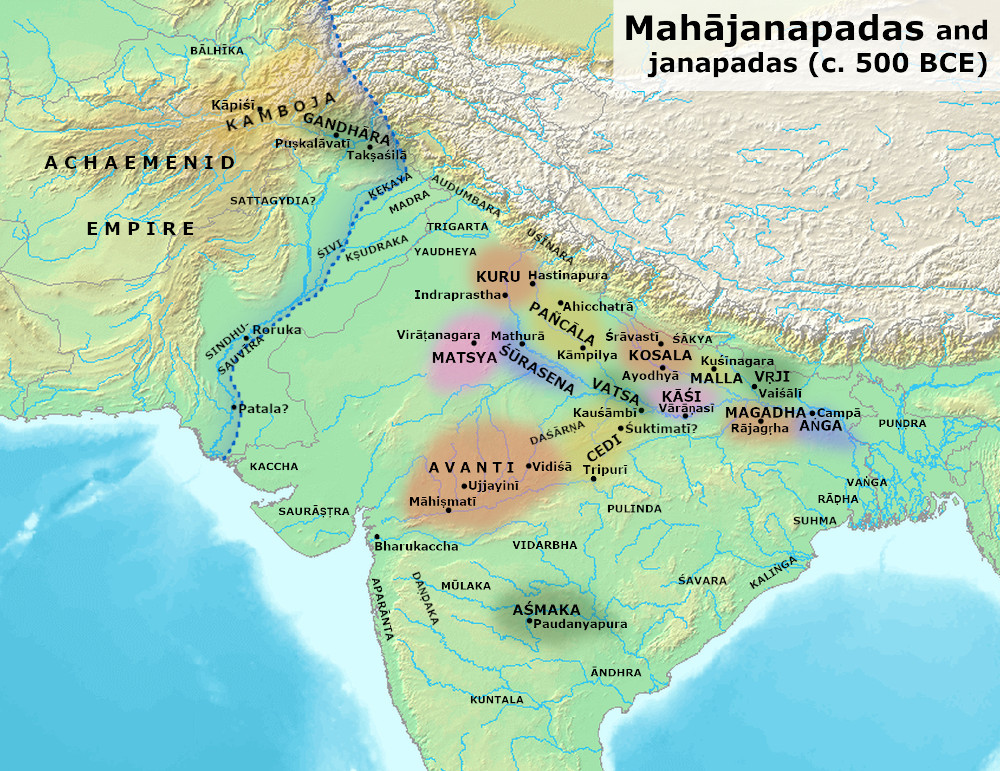
مرز شرقی شاهنشاهی هخامنشی، پادشاهی‌ها و شهرهای هند.

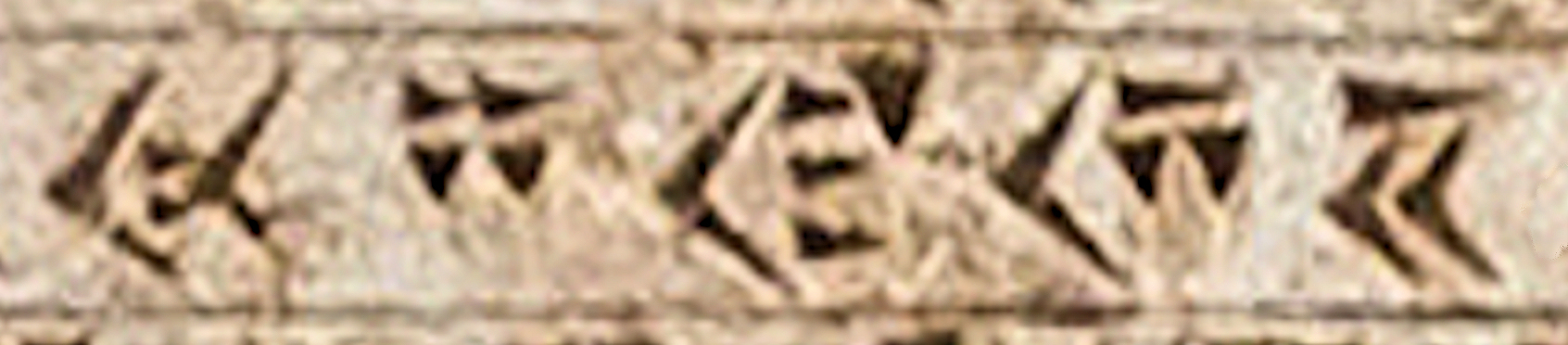
نام هندوش (𐏃𐎡𐎯𐎢𐏁) که در زمان داریوش بزرگ به عنوان یکی از ساتراپی‌های ایران به زبان پارسی باستان ذکر شده‌است.

تسخیر و حکومت بر سرزمین‌های شمال غربی شبه‌قاره هند به دست هخامنشی‌ها از سده ششم تا چهارم پیش از میلاد به طول انجامید. این فتوحات دو مرحله تقسیم می‌شوند. حمله نخست در حدود ۵۳۵ پ.م. به دست کوروش بزرگ انجام شد. او مناطق غربی رود سند را به کشورش افزود. پس از مرگ او داریوش بزرگ در حدود سال ۵۱۸ پ.م. از هیمالیا وارد هند شد و دوره دوم فتوحات را تا رود جهلم در پنجاب انجام داد. اهمیت استیلای ایران در این زمان بر هند به اندازه‌ای در تاریخ دوران باستان هند مهم بوده که هندی‌ها زمان موعظه بودا و این لشکرکشی را دو مبدأ برای تعیین تاریخ خود دانسته‌اند.
در سال ۵۱۲ پ.م.، داریوش پس از برقرار کردن امنیت در ممالک تابعه، چند ولایت نیز به ایران ضمیمه کرد، یکی از آن‌ها پنجاب و دیگری سند است که هر دو در هند واقع هستند. نام هند البته در سنگ‌نوشته بیستون در شمار ایالت‌های تابعه نیست و این‌که در کتیبهٔ پرسپولیس هست نشان می‌دهد که این ولایات جنوب شرقی بعد از جنگ‌های مربوط به دفع شورش‌ها می‌بایست به قلمرو داریوش اضافه شده باشد. مناطق تصرف شده بعدها با نام ساتراپ‌نشین هندوش نام‌گذاری شدند. این منطقه گنجینه‌هایی بزرگ را به خزانهٔ ایرانیان سرازیر کرد؛ حدود ۳۶۰ تالنت خاک طلا در هر سال داریوش به اسکیلاکس دریانوردی کاریایی اهل کاریاندا مأموریت داد که در رود سند تا دهانه اش به اکتشاف بپردازد و سپس به سوی غرب به دریای سرخ برود. اسکیلاکس و همراهانش سفر خود را از کاسپاتوروس (احتمالا پیشاور امروزی)، شاید جایی در نزدیکی اتک جدید (۳۳ درجهٔ شمالی و ۷۲ درجهٔ شرقی) آغاز کردند. سفر اکتشافی او به‌طور غیرعادی دو سال و نیم به طول انجامید. مکس کری و اریک وارمینگتون حدس می‌زنند که علت دیرکرد او بادهای موسمی مخالف بوده‌اند.

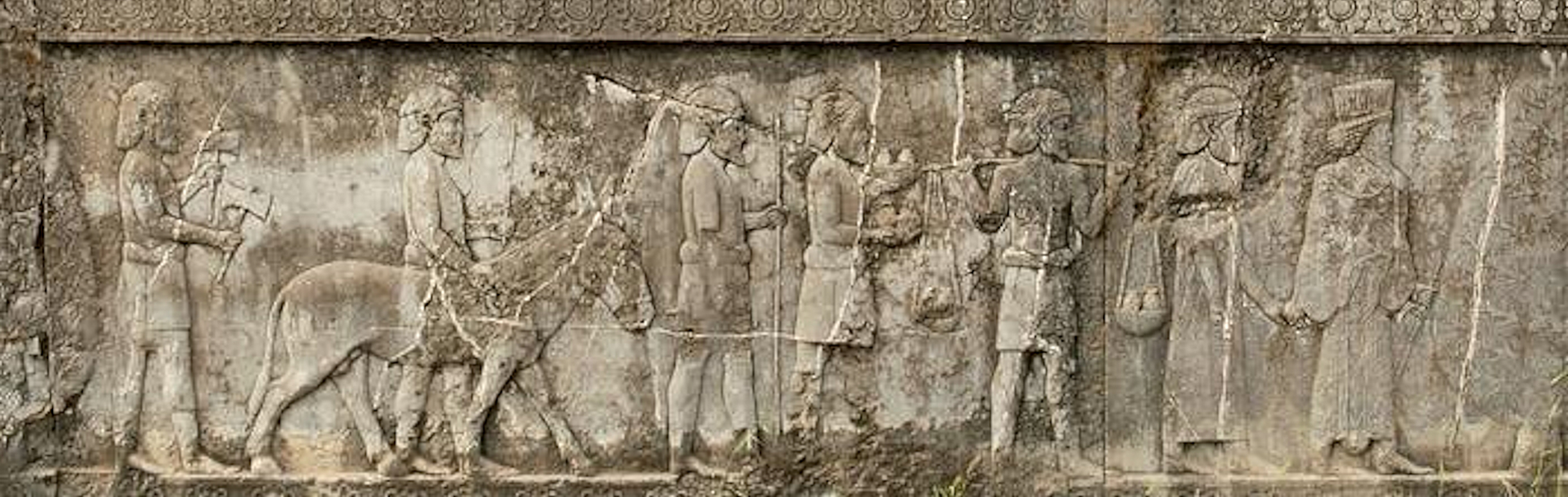
سنگ‌نگاره پیشکش آوران هندی در تخت جمشید

### سکاها

پادشاهی سکاها در هند، در بزرگترین گستره خود

پادشاهی سکایی‌ها در هند یک دولت ایرانی بود که برای مدتی بر شمال هند فرمان راند. پادشاهی سکاها در هند - که احتمالاً به شکل کنفدراسیونی از چند پادشاهی کوچک‌تر بوده - به اشکال مختلف خود از سال صد و پنجاه پیش از میلاد تا آغاز قرن پنجم میلادی ادامه داشت.

### شاهنشاهی اشکانی

پادشاهی سورن، در بزرگترین گستره خود

پادشاهی سورن یا اشکانیان هند یک پادشاهی باستانی ایرانی بود که در اوج شکوه خود بر شرقی‌ترین بخش‌های جهان ایرانی مانند افغانستان و سیستان و همین‌طور بخش‌هایی از شمال هند فرمان راند.
این پادشاهی در سال ۱۹ پس از میلاد توسط شهربان سیستان، گندفر، یکی از شاهزادگان دودمان سورن، با اعلام استقلال از شاهنشاهی اشکانی بنیان گذاشته شد. گندفر پس از اعلام استقلال به سرزمین‌های پادشاهی هندوسکایی و دولت یونانی هند حمله برد و پادشاهی خود را به یک شاهنشاهی تبدیل کرد. با این حال با مرگ گندفر و مهم‌تر از آن، حملات کوشان‌ها به قلمروی سورن‌ها، این دولت بار دیگر به شکل یک پادشاهی درآمد. شاهزادگان سورن تا سال ۲۴۰ میلادی استقلال خود را در سیستان حفظ کردند، با این حال با ظهور شاهنشاهی ساسانی، تحت فرمان آنان درآمدند.

### شاهنشاهی کوشان

شاهنشاهی کوشانی در اوج شکوه خود در زمان کانیشکا؛ مناطقی که رسماً بخشی از شاهنشاهی نبودند اما تحت نفوذ آن قرار داشتند به رنگ زرد است.

شاهنشاهی کوشانی  یک امپراتوری باستانی به مرکزیت سرزمین بلخ (باختر) در افغانستان امروزی بود که توسط یوئه‌چی‌ها در سده نخست میلادی بنیان گذاشته شد. این شاهنشاهی در اوج گستره خود در زمان کانیشکا افغانستان امروزی، بلوچستان، شمال هند و بخش‌هایی از آسیای میانه مانند سغد و خوارزم را زیر فرمان خود داشت.
کوشان‌ها یکی از پنج تیره یوئه‌چی بودند که در جریان مهاجرت از آسیای میانه به سمت سرزمین‌های ایرانی شرقی در افغانستان امروزی، بلوچستان و به ویژه بلخ ساکن شدند. یوئه‌چی شکل چینی نام این اقوام است و نام اصلی آن‌ها به دست ما نرسیده‌است. با این حال امروزه تاریخ‌نگاران معتقدند که یوئه‌چی به شکل اتحادیه‌ای از اقوام ایرانی‌تبار یوئه‌چی از منطقه باختر (بلخ) و تخاری بودند.
کوشان‌ها با امپراتوری روم، شاهنشاهی ساسانی، پادشاهی آکسوم و دودمان هان امپراتوری چین روابط دیپلماتیک داشتند. با وجود اینکه هنر، فلسفه و دانش بلخی در دوران کوشان‌ها دوران طلایی‌ای را پشت سر گذاشت، از آثار کوشانی به جز سنگ‌نبشته‌های سلطنتی چیزی به دست ما نرسیده‌است و بیشتر تاریخ این امپراتوری را باید در منابع خارجی جست.
شاهنشاهی کوشانی با حملات امپراتوری گوپتا، هپتالیان، شاهنشاهی ساسانی و کیداریان از بین رفت.

### شاهنشاهی ساسانی

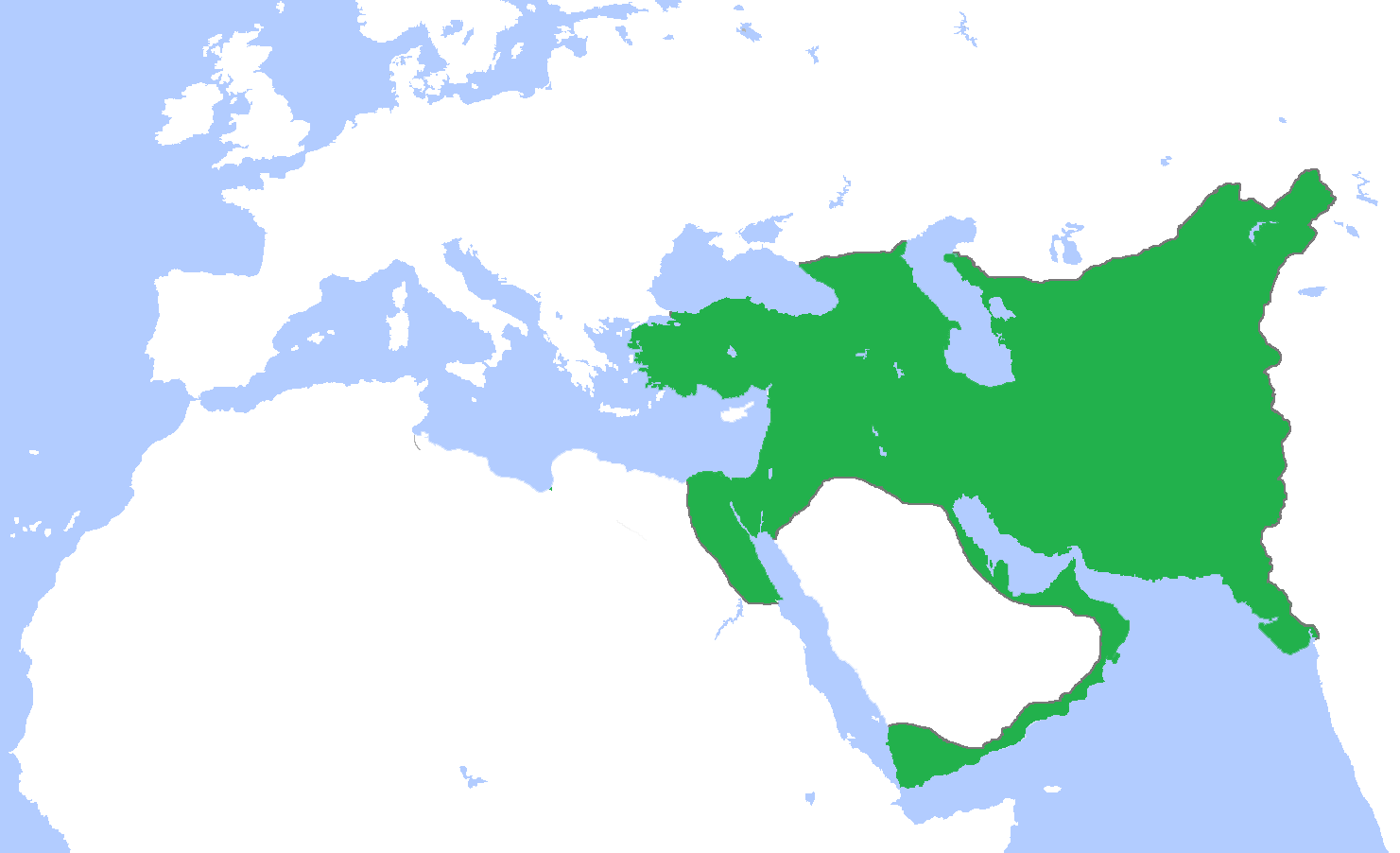
بیشترین گستره فرمانروایی شاهنشاهی ساسانی زیر فرمان خسروپرویز

شاهنشاهی ساسانی که نام رسمی‌اش ایرانشهر بود، دوره پایانی ایران باستان بود که از سال ۲۲۴ تا ۶۵۱ میلادی به مدت ۴۲۷ سال بر ایران فرمان راند؛ شاهنشاهان این دولت از دودمان ساسانیان بودند. این شاهنشاهی یکپارچه را اردشیر بابکان با شکست اردوان پنجم، واپسین شاهنشاه اشکانی، پایه‌گذاری کرد. شاهنشاهان ساسانی که ریشه‌شان از پارس بود.
شاهنشاهی کوشان در اوایل و میانه‌های سده سوم میلادی تحت فشار نیروهای ساسانی از هم فرو پاشید. بخش‌های غربی آن شامل بلخ (مرکز امپراتوری)، سغد، گنداره و قسمت‌هایی از هند تحت فرمان ساسانیان درآمد. ساسانیان این مناطق را به پادشاهی نیمه مستقلی به نام کوشانشهر بدل کردند و گروهی از شاهزادگان ساسانی موسوم به کوشانشاهان بر آن فرمان راندند.
کوشانشهر یکی از استان‌های شاهنشاهی ساسانی بود که در منطقه بین دره کابل و دره پیشاور واقع گردیده بود. منطقه بلخ یا در دوران متاخرتر، تخارستان، مرکز این استان و شرق ایرانشهر بود که بر سغد و گنداره نیز نظارت داشت و با فتح این ناحیه ساسانیان به این امکان دست پیدا کردند تا بر راه‌های تجاری آسیای میانه نظارت کنند. همچنین به دلیل اهمیت ادامه تجارت با هند، حاکمان این منطقه ضرب سکه به شکل سکه‌های کوشانی ادامه دادند.
کوشانشهر با حمله کیداریان سقوط کرد.

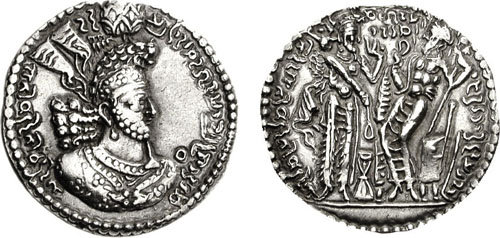
سکه هرمز کوشانشاه.

کیداریان طبق منابع غربی به گروهی از اقوام ایرانی‌تبار گفته می‌شود و طبق منابع چینی، کیداریان بازماندگان قوم کوشانیان یا جزئی از کوشانیان بوده‌اند. به هر حال در مورد این قوم هنوز نمی‌توان به‌طور مشخص سخن گفت.
پیروز، پادشاه ساسانی (هجدهمین شاهنشاه ساسانی از ۴۵۹ تا ۴۸۴ میلادی)، توانست به‌طور کامل کیدارها را مغلوب کند و آنان را تا قندهار کنونی پس براند. اما قوم دیگری موسوم به هپتالیان به نواحی تخارستان هجوم آورده و پیروز یکم را شکست دادند و سرانجام او در جنگ با آنان جان خود را از دست داد. با این حال ساسانیان در نیمه‌های سده ششم میلادی با موفقیت هپتالیان را شکست داده و بار دیگر ایران شرقی تحت حاکمیت شاهنشاهی ساسانی درآمد اما شاهنشاهی ایران در میانه‌های سده هفتم میلادی توسط مسلمانان فتح شد و به فرمانروایی ساسانیان در این منطقه پایان داد.

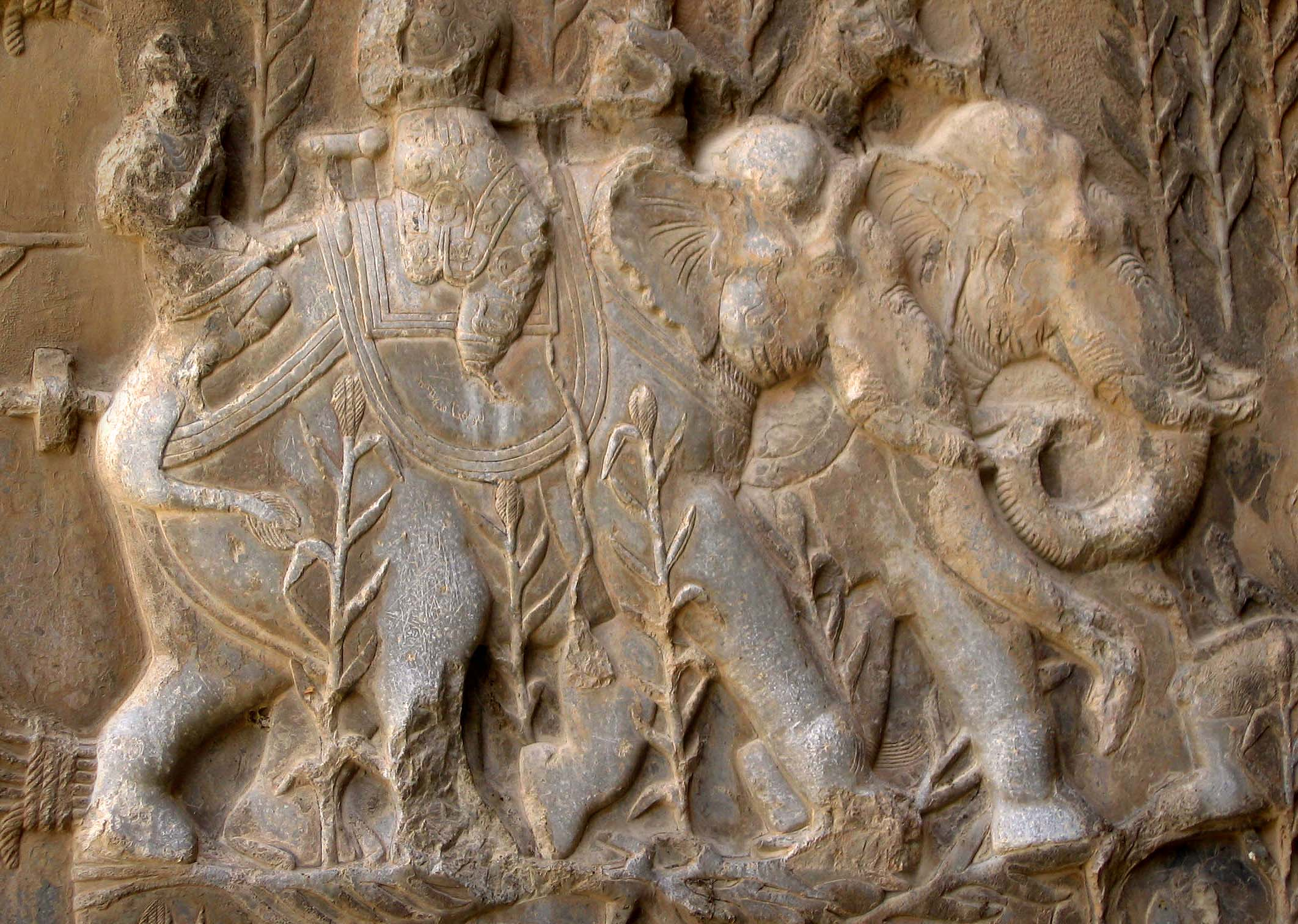
سنگ‌نگاره فیل‌های جنگی ساسانی در طاق بستان که توسط ساسانیان از هند آورده شد

### امپراتوری غزنوی

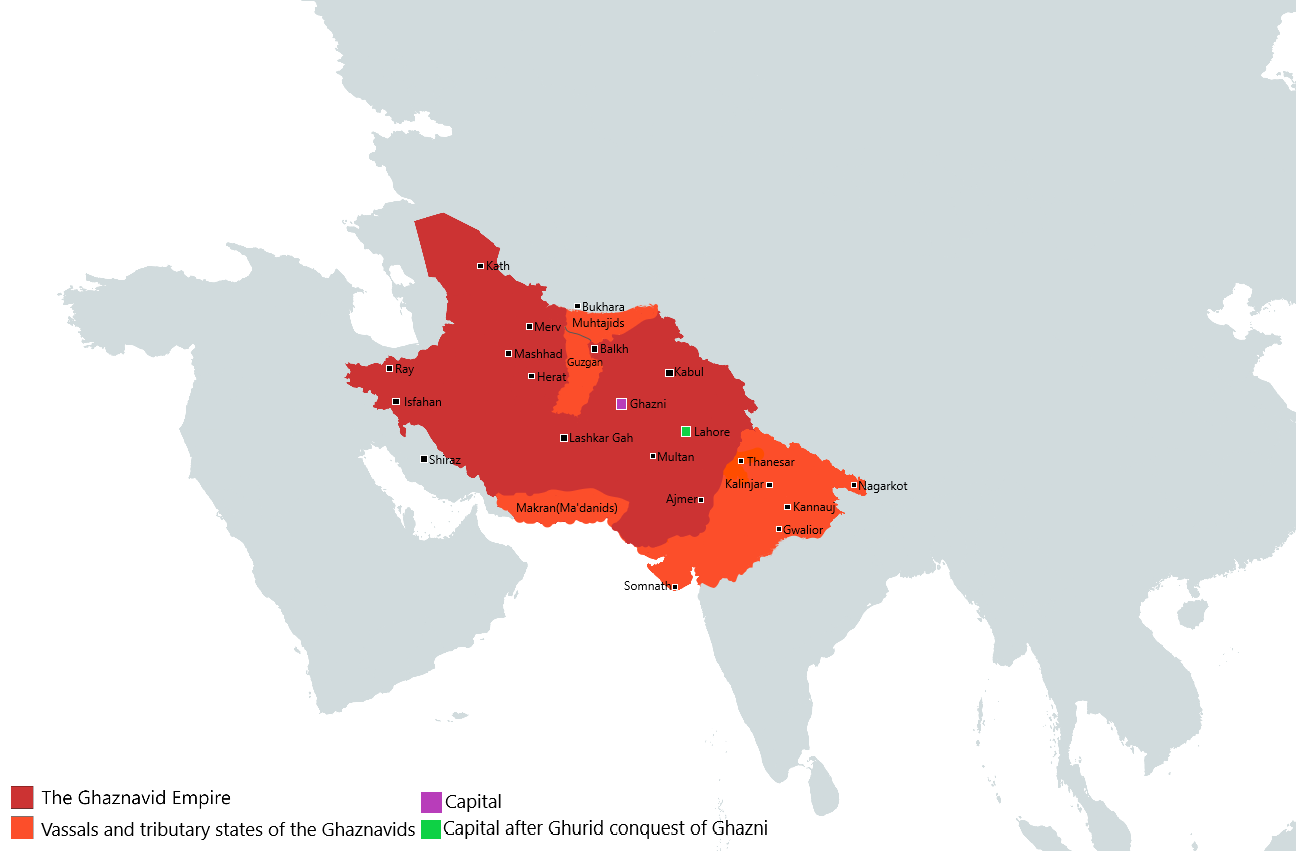
امپراتوری غزنوی در بیشترین گستره خود

دودمان غَزنَوی، دودمانی پارسی‌گوی و مسلمان در بخش‌های شرقی ایران بزرگ به ویژه فرارود و خراسان بزرگ بود. شهرت این سلسله، بیشتر به خاطر فتوحاتی است که در هندوستان انجام داده‌است.
از آنجا که غزنویان نخستین پایه‌های شهریاری را در شهر غزنین آغاز نمودند به غزنویان نامدار شدند. بنیانگذار این دودمان سلطان محمود غزنوی بود. پدران او از خانات ترکمن بودند که به خراسان کوچ کرده بودند. نام‌آورترین شهریاران این دودمان سلطان محمود و پسرش سلطان مسعود بودند. با شکست غزنویان از سلجوقیان در نبرد دندانقان و پس از سلطان مسعود این دودمان رو به ناتوانی گذارد و چندی بستر حوزه فرمانروای‌اش به بخش‌هایی از هندوستان و افغانستان کنونی محدود شد. حکومت غزنویان هند از نظر هنردوستی و توجه به شاعران پارسی سرا و گسترش زبان پارسی از اهمیت بالایی برخوردار است.

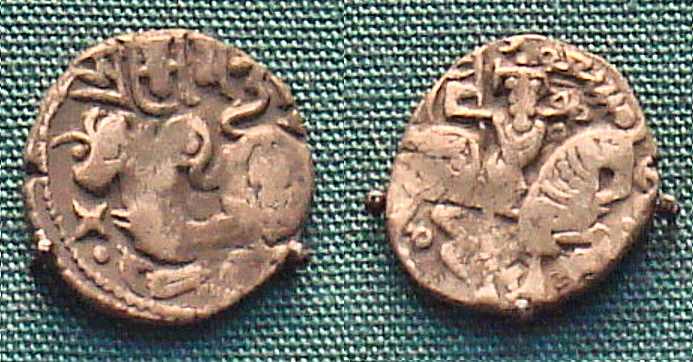
سکه‌های سلطان مسعود غزنوی در هند

امپراتوری غزنوی در اوج بسیار خود رشد کرد و بخش‌های زیادی از ایران، ترکمنستان و ازبکستان امروزی، تمام افغانستان، پاکستان و بخش‌های وسیعی از شمال غربی هند را پوشش داد. به‌طور کلی حکمرانان غزنوی به گسترش اسلام در شبه قاره هند معروف هستند. غزنویان علاوه بر ثروتی که از طریق حمله به شهرهای هند و خراج گرفتن از راجه‌های هندی به دست می‌آوردند، از موقعیت خود به عنوان واسطه در مسیرهای تجاری بین چین و دریای مدیترانه نیز بهره می‌بردند. آنها برای مدت طولانی و اقتدار خود را حفظ کردند، با این حال، قادر به مقاومت در برابر امپراتوری سلجوقی نبودند و بیشتر سرزمین‌های خود را در فلات ایران از دست دادند و یک قرن بعد از غوریان شکست خورده و سرزمین‌های هندی باقی مانده خود را را ازدست دادند.

### شاهنشاهی افشاری

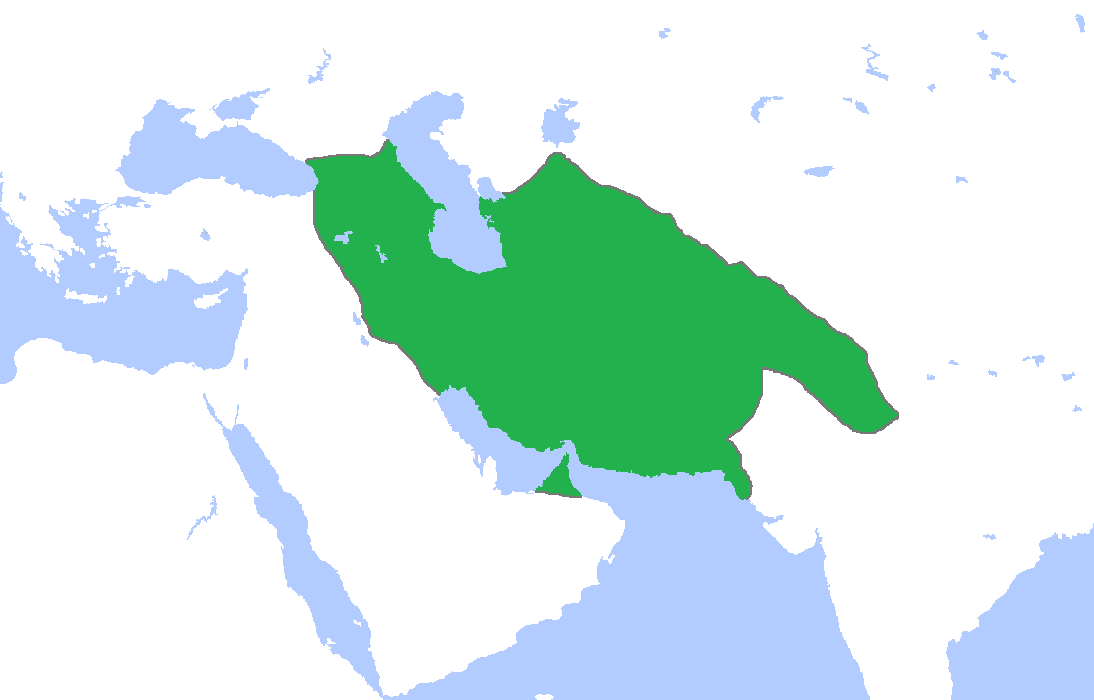
بیشترین گستره افشاریان زیر فرمان نادرشاه

نادرشاه افشار، شاه ایران، به علت عدم تحویل افغان‌هایی که در برانداختن سلسله صفوی نقش داشتند، به امپراتوری گورکانی هند لشگرکشی کرد و در نهایت فاتحانه وارد دهلی شد. سپاهیان او به آسانی ارتش گورکانی که به لحاظ نفرات، از برتری چشم‌گیری برخوردار بود را در نبرد کرنال شکست داد که منجر به تسلیم نهایی محمدشاه گورکانی گردید.
پیروزی نادر شاه در برابر امپراتوری رو به زوال اما ثروتمند گورکانی هند، باعث شد تا او بتواند تا با غنایم این جنگ، هزینه جنگ‌های فرسایشی با همسایه غربی ایران، یعنی امپراتوری عثمانی را تأمین کرده و این جنگ‌ها را از سر گیرد، هرچند سرانجام نتیجه قطعی‌ای در مرزهای غربی امپراتوری خود به دست نیاورد.
از غنائم به دست آمده، می‌توان به خراج ۲۰ میلیون روپیه‌ای (برابر با تقریباً نیم میلیارد دلار آمریکا در سال ۲۰۱۹) اشاره کرد. محمدشاه شخصاً کلید خزانه سلطنتی خود را به نادر داد و تخت سلطنتی مشهور خود، تخت طاووس را نیز از دست داد. تخت طاووس به نمادی از سلطنت نادر و قدرت او تبدیل شد.
در میان جواهراتی که نادر در دهلی غارت کرد، دو الماس مشهور کوه نور و دریای نور نیز دیده می‌شدند. این دو الماس امروزه به ترتیب بخشی از جواهرات سلطنتی بریتانیا و ایران هستند. سربازان ایرانی در ماه مه همان سال دهلی را ترک کردند. نادرشاه تمام سرزمین‌های شرق رود سند را به محمدشاه بازگردند.
حمله نادر به هند پیامدهای بلند مدتی نیز داشت و بر روی آینده سیاست‌های جهانی نیز تأثیر شایانی گذاشت. این جنگ‌ها باعث تضعیف شدید امپراتوری گورکانی هند شد و در نهایت راه را برای ورود بریتانیا به هند و استعمار این کشور هموار کرد، اتفاقی که بریتانیا را برای حدود یک سده به قدرت مطلق جهان تبدیل نمود.

## شمال هند

### سلسله غوریان

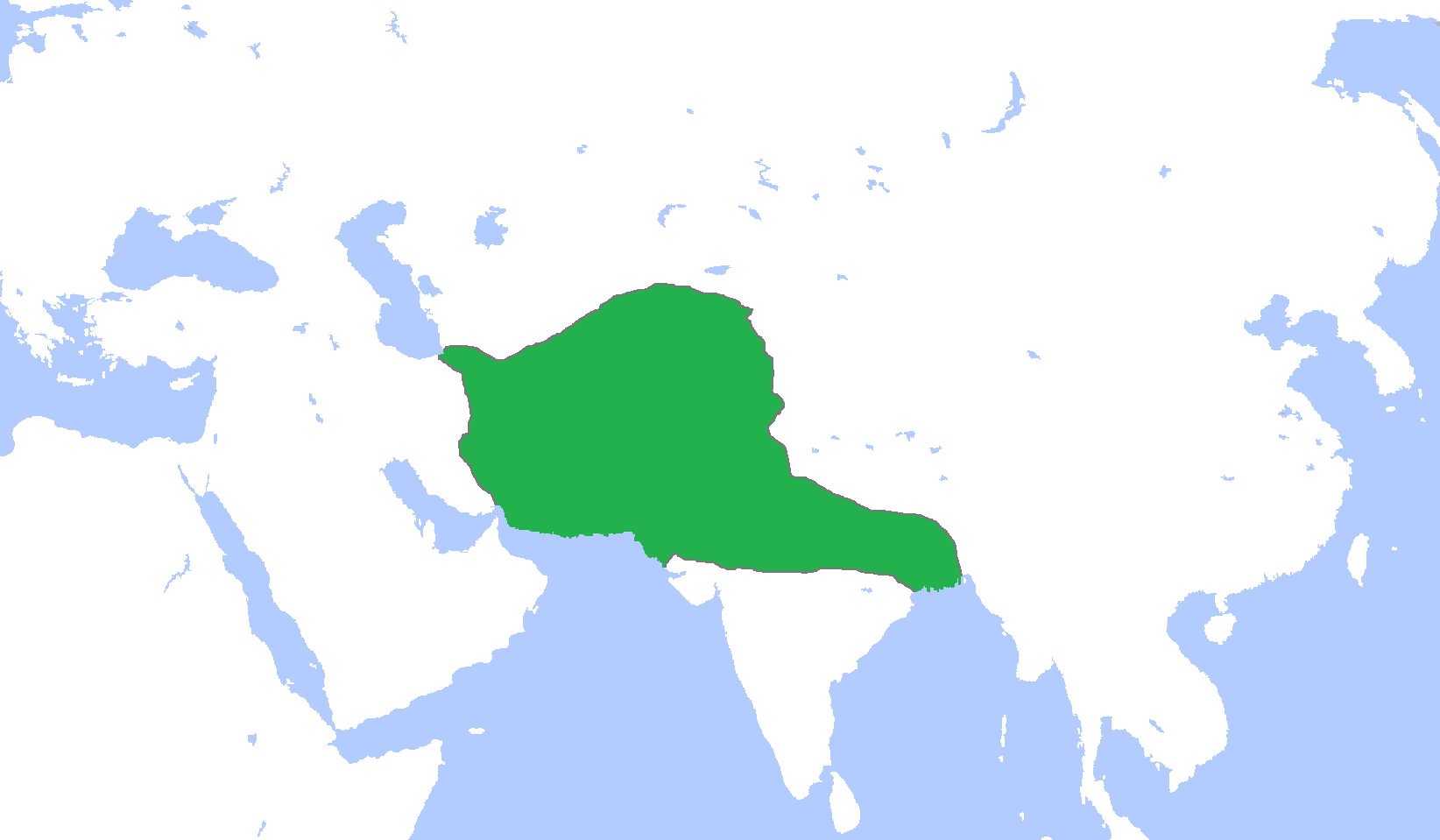
گستره شاهنشاهی غوری در سال ۱۲۰۲ میلادی

غوریان دودمانی تاجیک و مسلمان در قرون وسطی از سرزمین‌های شرقی ایران بودند که تسلطشان را از غور آغاز کردند و در میانه سده دوازدهم میلادی تا سال‌های آغازین سده سیزدهم میلادی به یک قدرت عمده تبدیل شدند. غور مرکز نظامی امپراتوری آنها بوده که زمانی قلمروشان از گرگان در غرب تا شمال هند در شرق گسترش می‌یافت، هرچند که تحت تأثیر خوارزمشاهیان قرار داشتند. فروپاشی و نابودی غوریان در هنگام حمله مغول به ایران بوده‌است.
اوضاع اقتصادی غوریان به دلیل وجود معادن فلز و تخصص و مهارت آن‌ها در استخراج و ساخت اسلحه و نیز زمین‌های کشاورزی غنی و غنیمت‌هایی که از هند وارد می‌شد و همچنین صادرات اسلحه رونق داشت.
شهاب الدین محمد به دو دلیل علاقمند فتوحات در هندوستان بود:
1. ازبین بردن بازماندگان غزنویان که با کشته شدن خسروملک در ۵۸۸ انجام شد.
2. تأسیس یک امپراتوری مانند غزنویان و گسترش اسلام در هند.

برخلاف سلطان محمود که به غارت معابد و کشتن کفار اکتفا می‌کرد شهاب‌الدین محمد با تعیین والی ایالات خود را حفظ می‌کرد و اگر شورشی می‌شد با برکنار کردن والی شهرهای خود را محفوظ می‌داشت. این امر موجب بقای حکومت وی حتی پس از مرگ او نیز شد چنانچه قطب‌الدین ایبک از امرای او توانست هند را پس از مرگ شهاب‌الدین حفظ کند.

### امپراتوری سور

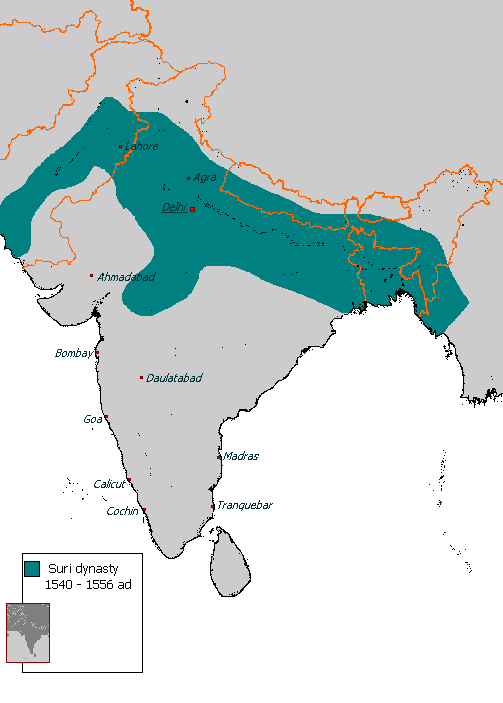
گستره امپراتوری سور در بیشترین گستره خود

امپراتوری سور یک حکومت افغان حاکم بر شمال هندوستان بود که توسط شیرشاه سوری بنیانگذاری شد.

## جنوب و مرکز

### سلطان‌نشین دهلی

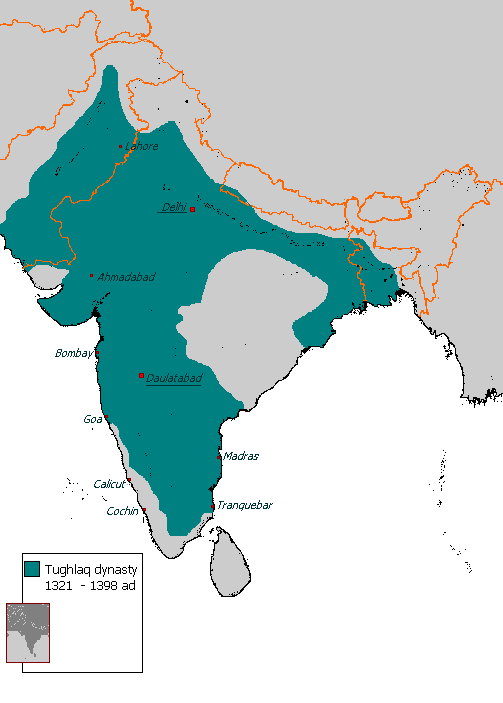
گستره سلطان‌نشین دهلی در بیشترین گستره خود

سلطنت دهلی مجموعه‌ای از حکومت‌های مسلمان در هند بودند که از ۱۲۰۶ تا ۱۵۲۶ م بر دهلی و مناطقی از شمال هند حکم‌راندند و متشکل از چندین خاندان ترک و افغان بودند. در ۱۵۲۶ م سلطنت دهلی با گسترش امپراتوری گورکانی هند از میان رفت.
این پادشاهی مسلمان از سده سیزدهم میلادی در شمال هند توسط جنگ‌سالاران ترک و افغان اهل آسیای میانه پدیدار شد و در فضایی که به‌طور فزاینده‌ای رنگ ایرانی می‌یافت تا غلبه بابر بر آن در ۱۵۲۶ میلادی، ادامه یافت. حاکمان دهلی منعکس‌کننده سنت‌های حکومت داری ایرانی بودند.
خاندان‌هایی که به «سلاطین دهلی» عبارتند از این خاندان‌ها که پنج سلسله نخست معروف‌ترند:
1. سلسله مملوک یا غلامان ۱۲۰۶-۱۲۹۰ م
2. سلسله خلجی ۱۲۹۰ -۱۳۲۰ م
3. سلسله تغلق ۱۳۲۰ - ۱۴۱۴ م
4. سلسله سادات یا سیدها ۱۴۱۴ - ۱۴۵۰ م
5. سلسله لودی یا لودهی ۱۴۵۱ -۱۵۲۶ م
6. سلسله سوری ۱۵۴۰-۱۵۵۵ م

### سلطان‌نشین بهمنی

گستره سلطان‌نشین بهمنی در بیشترین گستره خود

سلطان‌نشین بهمنی از خاندان‌های مسلمان حاکم بر دکن و نواحی مجاور آن در جنوب هند بود که یکی از سلسله‌های مهم پادشاهی هند در سده‌های میانه و نخستین سلسله‌های مستقل مسلمان در جنوب هند به‌شمار می‌آید.
مؤسس این سلسله شخصی به نام حسن بود که با عنوان علاءالدین گانگو بهمنی بر تخت سلطنت نشست. خاندان بهمنی‌ها از نوادگان «علاءالدین حسن بهمنی» سیستانی به‌شمار می‌رفتند و نسب خود را به بهمن پسر اسفندیار از سلسله کیانیان ایران می‌رساندند. خاندان بهمنی با علاقه فراوانی که به فرهنگ فارسی و عرفای ایرانی داشتند بسیار کوشیدند که به حضور شاه نعمت‌اله ولی و خواجه شمس‌الدین حافظ شیرازی در دربار خود مفتخر گردند، اما توفیق نیافتند. این سلسله جشن‌ها و اعیاد ایرانی از جمله نوروز را با شکوه فراوان برگزار می‌کردند. زبان دربار آنها، زبان فارسی بود، در آموزشهای اولیه به شاهزادگان، بوستان سعدی آموخته می‌شد. برخی شاهان بهمنی خود به این زبان شعر می‌سرودند و از شاعران فارسی‌زبان و شیعی نشان، استقبال گرمی به عمل می‌آوردند، مانند آذری اسفراینی که بهمن نامه را سرود، آن‌ها مروج زبان فارسی در منطقه بودند.

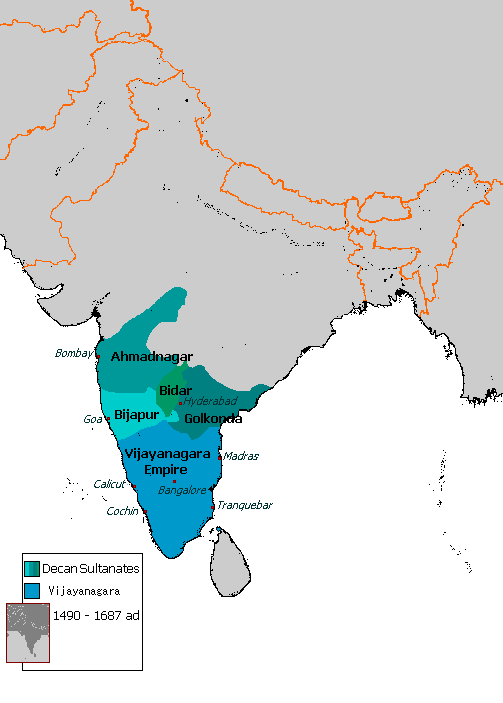
سلطان‌نشین بهمنی پس از تجزیه

پس از انقراض، بهمنیان این سلسله بین پنج سلسله مسلمان دیگر تقسیم شد که از میان آنان سه سلسله نظام شاهیان، عادلشاهیان و قطب شاهیان شیعه بوده و برید شاهیان و عمادشاهیان سنی بودند.

## دوران معاصر

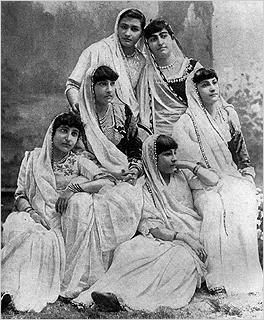
بانوان پارسی هند، عکسی از حدود ۱۸۹۵م

پارسیان هند گروهی از زرتشتیان ایرانی‌تبار هستند که اغلب آنان در شبه‌قاره هند زندگی می‌کنند. نیاکان آن‌ها در سدهٔ دوم هجری پس از سلطه اعراب مسلمان بر ایران از ایران به هند کوچ کرده‌اند و از این رو می‌توان آنان را نخستین جامعهٔ مهاجر ایرانی به‌شمار آورد. نخست در گجرات هندوستان مستقر شدند. امروزه جمعیت پارسی‌ها حدود یکصد هزار نفر برآورد می‌شود که نزدیک به ۸۰ درصد آن‌ها در ایالت ماهاراشترای هند و در شهر بمبئی (مومبای) و حومه ساکن هستند و مابقی در سایر نقاط شبه قاره هند یا بریتانیا، آمریکا، استرالیا و کانادا پراکنده‌اند. با وجود آنکه پارسیان در بمبئی اقلیت کوچکی هستند، حضورشان مشهود است و از نظر اقتصادی اقلیت مهمی به‌شمار می‌روند. آنان از انسجام خاصی برخوردارند و با گذشت ۱۲۰۰ سال بسیاری از سنن ایرانی را حفظ کرده‌اند.

## حکومت‌های تأثیر گرفته از ایران

### امپراتوری مائوریا

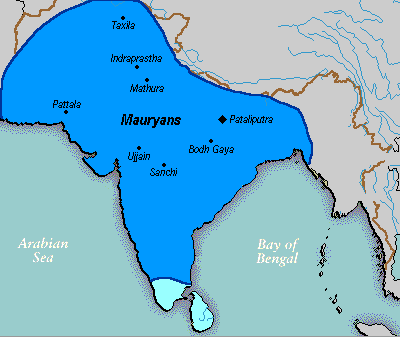
قلمرو امپراتوری مائوریا در زمان اوج آن (در زمان فرمانروایی آشوکا)

شاهنشاهی مائوریا سلسله‌ای مقتدر در هند باستان که بین سال‌های ۳۲۱ تا ۱۸۵ پیش از میلاد فرمانروایی می‌کردند. سلسله مائوریا یا موریای هند بعد از سقوط شاهنشاهی هخامنشی به‌دست اسکندر مقدونی در هند روی کار آمد. آن‌ها پس از سلسله ماگادها به قدرت رسیدند و در اوج قدرت بر تمامی شبه‌قارهٔ هند و بخش‌هایی از افغانستان و پاکستان کنونی سلطه داشتند. بزرگترین شاه این سلسله آشوکا، نوه چاندراگوپتا نام داشت. وی سراسر هند و افغانستان را به تصرف خود درآورد و در ترویج کیش بودا تلاش فراوان کرد او بزرگترین فرمانروای تاریخ هند است.
امپراتوری مائوریا از شاهنشاهی هخامنشی بسیار تأثیر پذیرفته بود. 

اسمیت شواهد نفوذ فرهنگی و هنری ایرانی در سازمان‌های امپراتوری مائوریا چنین ذکر می‌کند:
1. نفوذ هنر معماری ایرانی بر معماری دوره مائوریا
2. برافراشتن ستون‌های یادگاری سنگ‌نویسی شده و به یادگار گذاردن سنگ نوشته‌ها، راه و روش سنگ‌نویسی آشوکا کاملاً به تقلید از هخامنشیان است.
3. بکار بردن دبیرهٔ خاروشتی (Kharoshti) در هند که توسط منشیان آرامی هخامنشیان در هند معمول گردید و آثاری از آن به دست ما رسیده‌است.
4. بیشتر سازمان‌های اداری و سیاسی هند از روی سازمان‌های هخامنشیان اقتباس شده بود.
5. بعضی از رسوم درباری‌شان از رسوم درباری هخامنشیان تقلید شده‌است.
6. از دیگر نکات مشترک سنگ نوشته‌های داریوش و آشوکا است که، مثلاً در کتیبه‌های داریوش چنین آمده‌است: «چنین گوید داریوش شاه» و در کتیبه‌های آشوکا نیز چنین نوشته شده‌است: «چنین گوید آشوکا پادشاه».[۴۱][۴۲]

### امپراتوری گوپتا

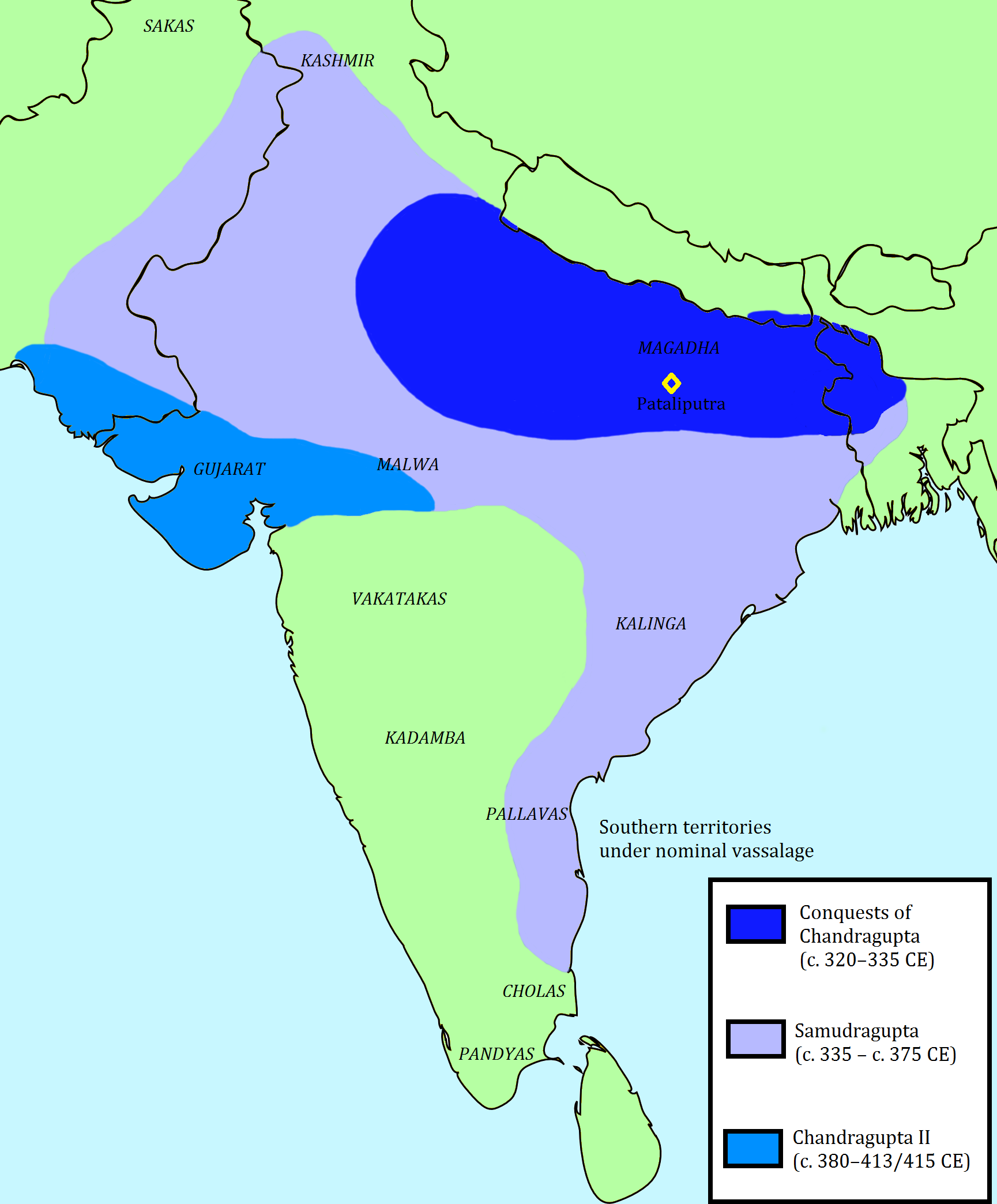
قلمرو امپراتوری گوپتا در زمان اوج آن

امپراتوری گوپتا یک سلسلهٔ هندی بود که در سده چهارم میلادی در بیهار تشکیل شد و در سده پنجم میلادی به دست هپتالیان از بین رفت. آن‌ها دارای دو پایتخت بودند یکی در شمال هند به نام پاتالی‌پوترا و دومی در هند مرکزی به نام اجین.
همانگونه که پادشاهان خانواده موریا در سده چهارم پیش از میلاد مسیح در شمال هندوستان حکومتی را تأسیس نمودند که از چندین حیث از حکومت هخامنشی الهام گرفته بود، پادشاهان خانواده گوپتا نیز در کشورداری و در برخی از سنت‌ها شاهان ساسانی را سرمشق خویش قرار دادند. به‌طور مثال آن‌ها لقب شاهنشاه را در تقلید از شهریاران ساسانی برای خود اختصاص دادند. مانند ساسانیان که به منظور ایجاد یکپارچگی در ملت خویش در ترویج و سرپرستی یک دین زرتشتی کوشیدند و دستور دادند اوراق پراکنده اوستا جمع‌آوری و مرتب شود، پادشاهان گوپتا نیز از دین هندو سرپرستی به عمل آوردند و مقرر داشتند کتاب ودا جمع‌آوری و مرتب و منظم گردد.

### امپراتوری گورکانیان هند

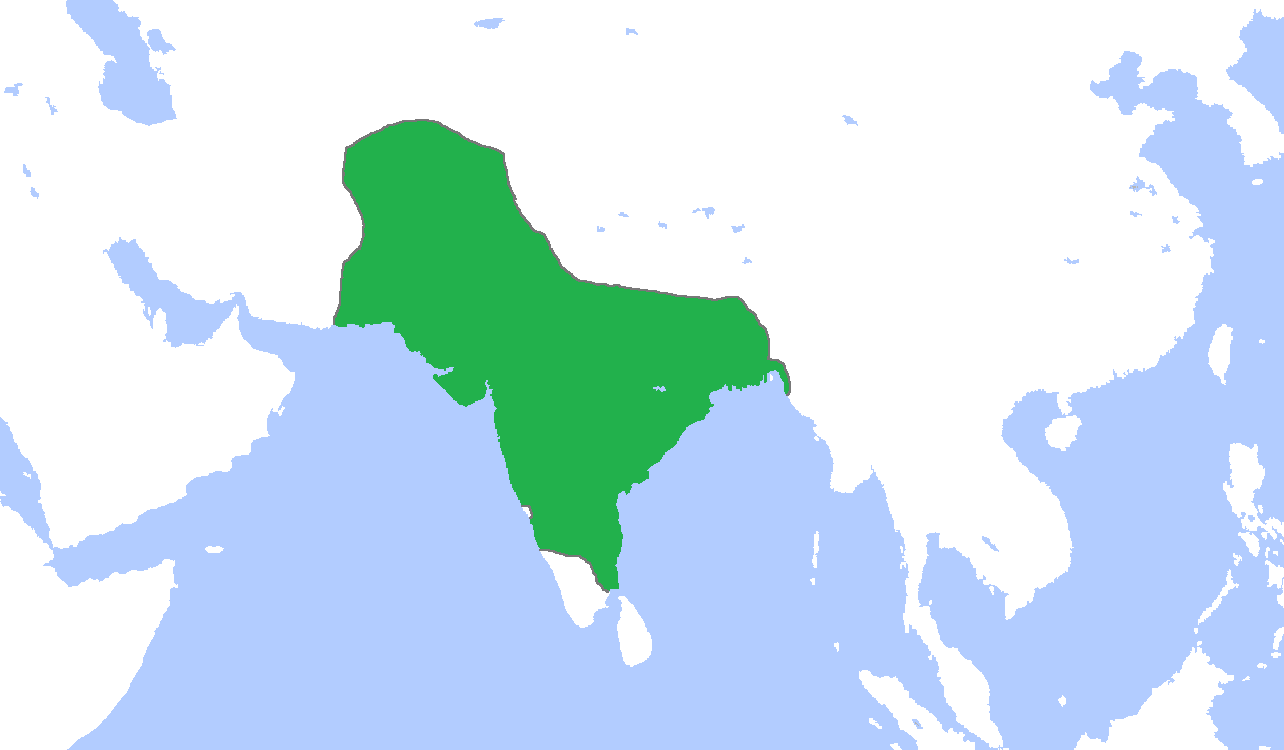
قلمرو امپراتوری گورکانی در زمان اوج آن

امپراتوری گورکانیان هند یک امپراتوری پارسی‌مآب و ترک‌تبار با سنت ترکی-مغولی و مسلمان با فرهنگی ایرانی در شبه‌قارهٔ هند بود. این دولت که برای بیش از سه سده بر مناطق وسیعی در جنوب آسیا فرمان راند، در سال ۱۵۲۶ میلادی توسط بابر بنیان گذاشته شد.
بابر، یکی از شاهزادگان تیموری، با پشتیبانی ایران و عثمانی در جهت تضعیف سلطان دهلی، ابراهیم لودی، به جنوب آسیا لشکر کشید و در نبرد نخست پانی‌پت دولت دهلی را به سختی شکست داد و بر شمال هند مسلط شد. با این حال، ظهور گورکانیان به‌عنوان یک قدرت منطقه‌ای، حدوداً در سال ۱۶۰۰ میلادی و در دوران اکبر، نوهٔ بابر، روی داد. امپراتوری وسیع اکبر تا پایان حکومت اورنگ‌زیب، آخرین پادشاه بزرگ گورکانی پابرجا ماند
در زمان گورکانیان هند فرهنگ هندوایرانی و زبان فارسی در این کشور گسترش پیدا کرد. اگر چه پیش از به قدرت رسیدن این خاندان در هند، دین اسلام توسط عارفان فارسی‌زبان در شبه قاره هند نفوذ کرده بود، اما تأثیر ظهور این خاندان در هندوستان، گسترش و رونق زبان فارسی را به حدی رساند که ادبیات فارسی نه تنها مایه حیات روحی مردم عام شد بلکه این زبان، زبان رسمی درباریان نیز گردید. این رویکرد باعث مهاجرت بسیاری از هنرمندان، نویسندگان و شاعران از ایران به هند شد.

### شاهی بنگاله

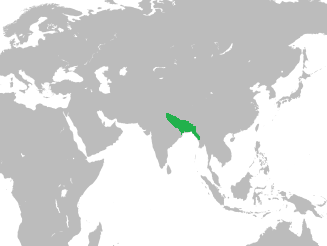
قلمرو شاهی بنگاله در زمان اوج آن

سلطان‌نشین بنگال یک امپراتوری در سده‌های چهاردهم، پانزدهم و شانزدهم میلادی در دلتای گنگ در بنگال بود. این کشور دارای چند دولت خراجگزار از جمله اودیسا در جنوب غرب، آراکان در جنوب شرق، و تریپورا در شرق بود. بنگاله در اوایل سده شانزدهم به اوج گستردگی جغرافیایی خود رسید و بر سرزمینی از کامروپ و کاماتا در شمال شرق تا جون‌پور و بیهار در غرب حکم‌رانی می‌کرد. این کشور به عنوان یک کشور با اقتصاد قوی و یکی از قدرتمندترین کشورهای آسیایی مشهور بود. انحطاط بنگاله با کندی توسط امپراتوری سور آغاز شد و پس از آن با فتح این سرزمین به دست امپراتوری گورکانی، بنگاله به چند پادشاهی کوچک تجزیه شد. شاهی بنگاله یک سلطنت سنی‌‌مذهب با ریشه‌های هندی، سیستانی، حبشی و بنگالی بود.

این امپراتوری، یکی از سلسله‌هایی بود که در آن زبان فارسی به‌عنوان زبان رسمی، دیپلماتیک و تجاری مورد استفاده قرار می‌گرفت.

### فهرست سلسله‌هایی با فرهنگ ایرانی در هند
- سلطان‌نشین دهلی
- سلطنت مملوک
- سلسله خلجی
- سلسله تغلق
- سلسله سادات
- سلسله لودی
- شاهی بنگاله
- سلطان‌نشین‌های دکن
- امپراتوری گورکانی
- امپراتوری سور
- ایالت دکن
- امپراتوری سیک

## نگارخانه

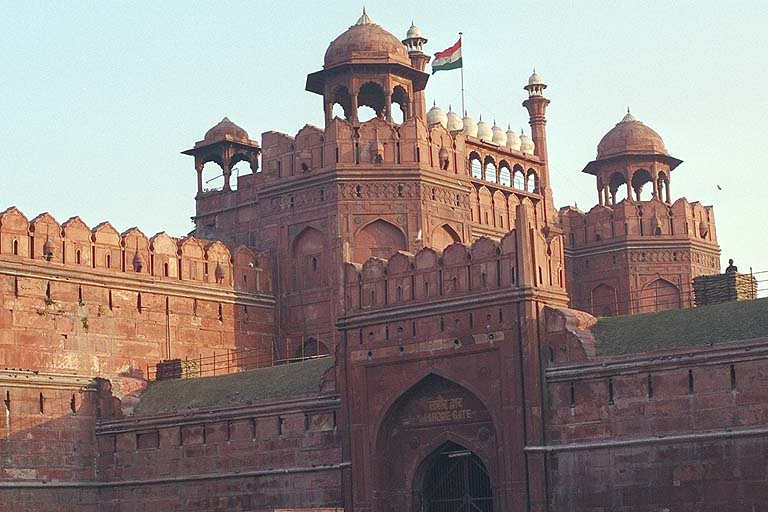
لال قلعه (دهلی)
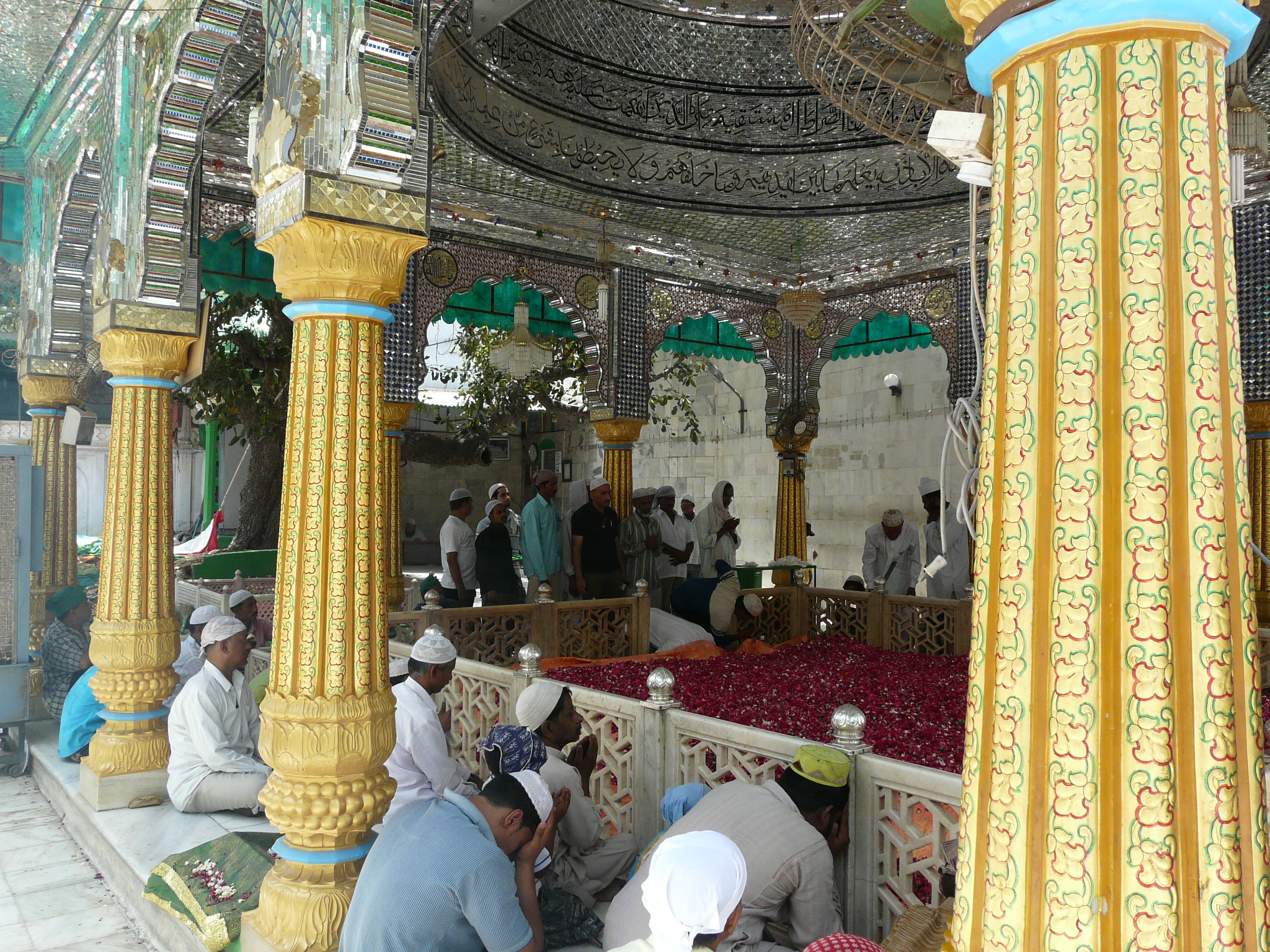
قطب الدین بختیار خاکی
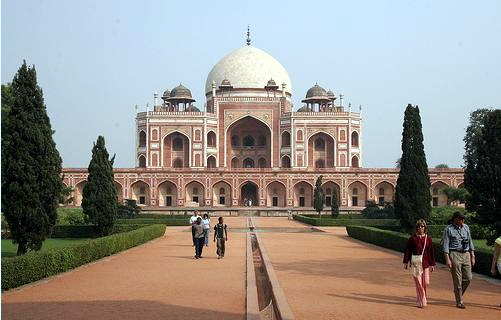
آرامگاه همایون الگوی ساخت تاج‌محل
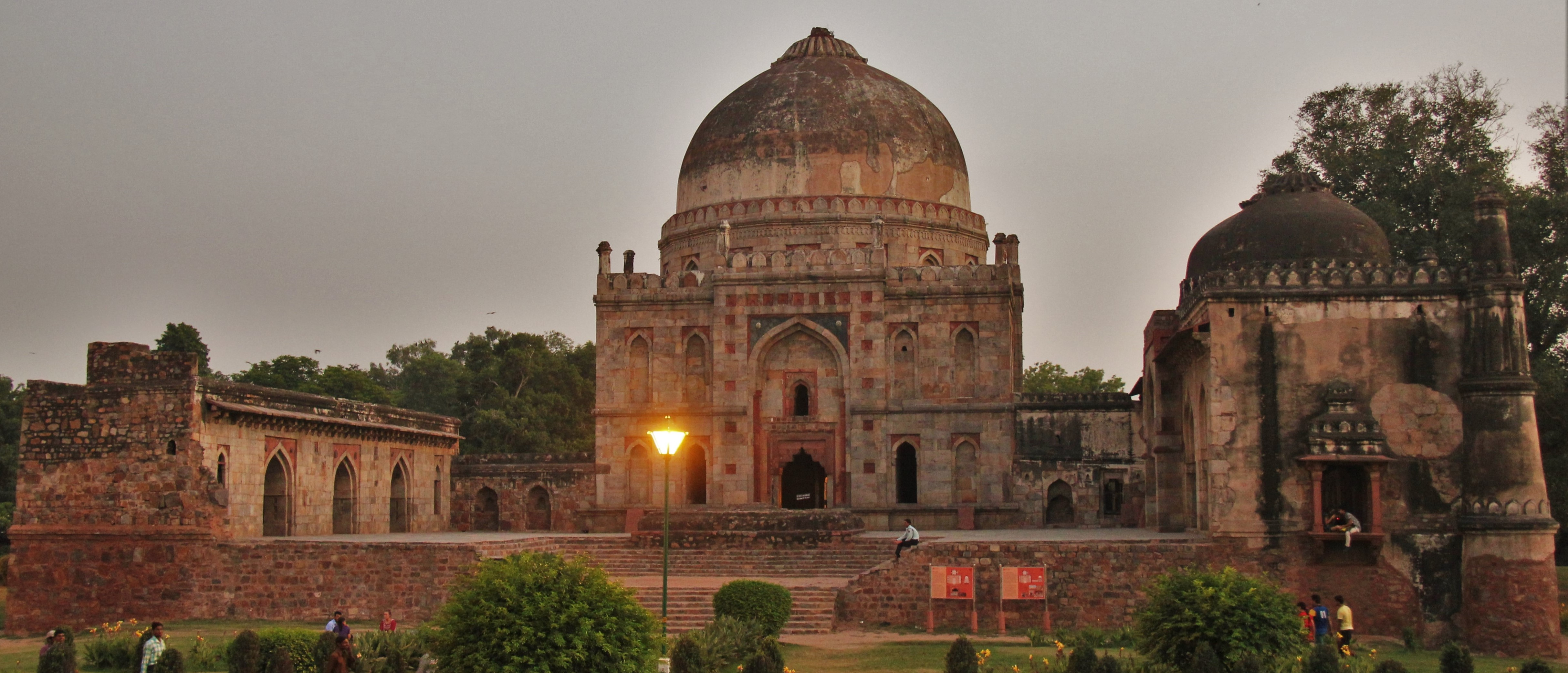
بارا گُمبد، باغ لودی
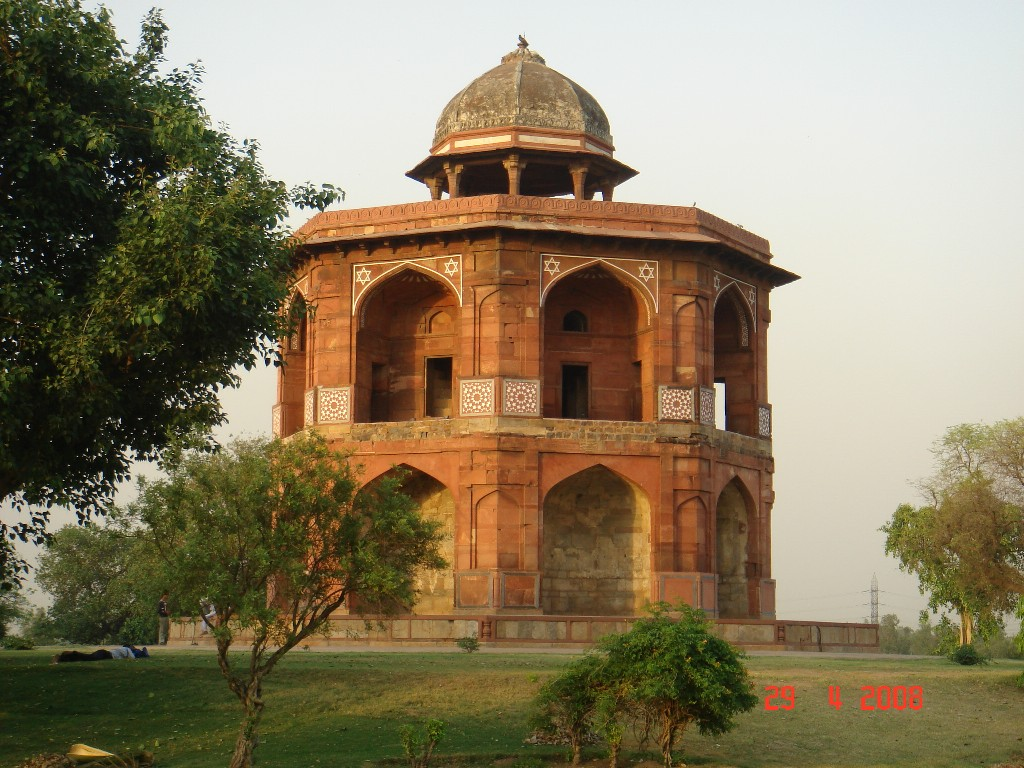
پورانا قلعه
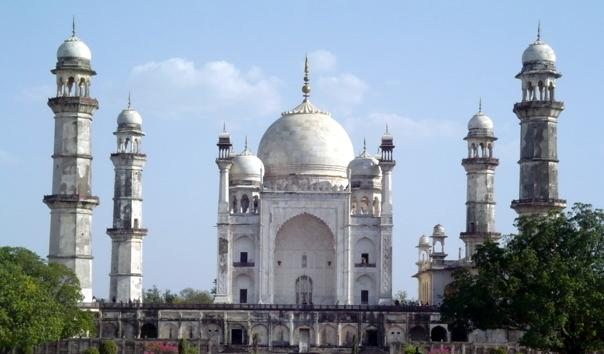
مقبره بی بی
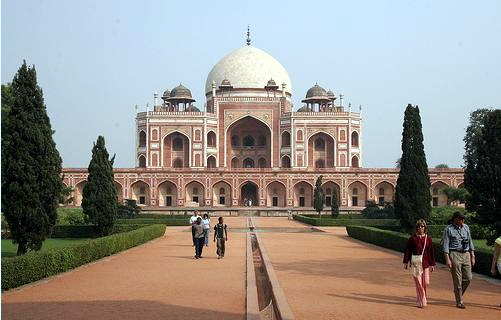
آرامگاه همایون
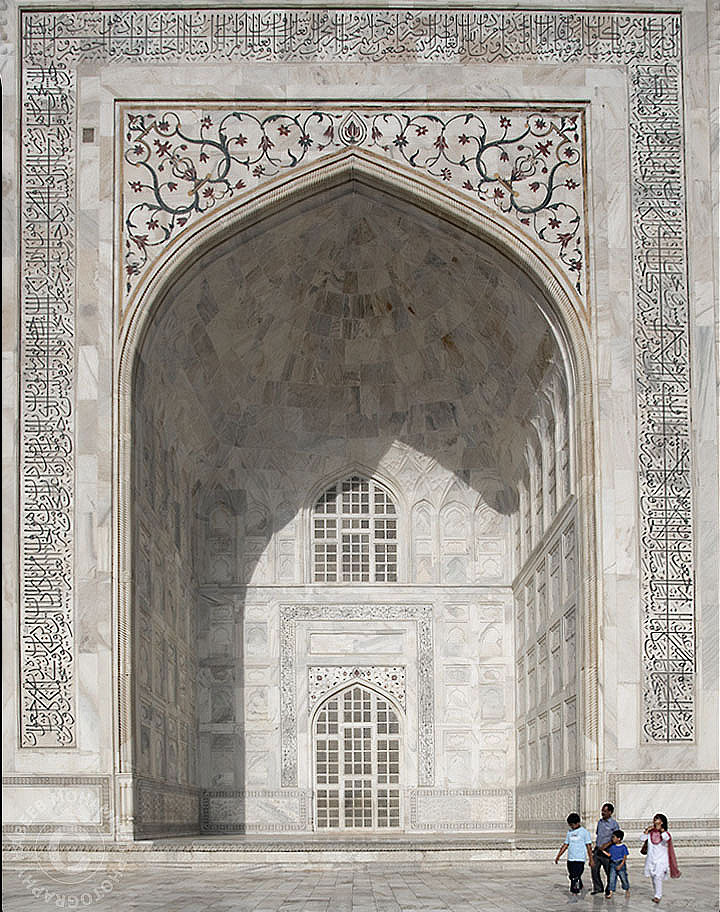
آیات قرانی با خط نسخ فارسی